# Simulink
Simulink是The MathWorks公司開發的用於動態系統和嵌入式系统的多領域模擬和基于模型的設計工具，常集成于MathWorks公司的另一產品MATLAB中與之配合使用。
Simulink提供一个交互式的圖形化環境及可定制模塊庫（Library），可对各种时变系统，例如通讯、控制、信号处理、影像处理和图像处理系统等进行设计、模擬、执行和测试，也可以進行基於模型的設計。

## 特点
与MATLAB类似，Simulink的功能可以通过购买或自定义的工具箱不断扩展（例如Stateflow）。另外，Simulink与MATLAB紧密集成，可以直接访问MATLAB大量的工具来进行算法研发、仿真的分析和可视化、批处理脚本的创建、建模环境的定制以及信号参数和测试数据的定义。它的主要特点有：
- 丰富的可扩充的预定义模块库
- 交互式的图形编辑器来组合和管理直观的模块图
- 以设计功能的层次性来分割模型，实现对复杂设计的管理
- 通过Model Explorer导航、创建、配置、搜索模型中的任意信号、参数、属性，生成模型代码
- 提供API用于与其他仿真程序的连接或与手写代码集成
- 使用Embedded MATLAB模块在Simulink和嵌入式系统执行中调用MATLAB算法
- 使用定步长或变步长运行仿真，根据仿真模式（Normal,Accelerator,Rapid Accelerator）来决定以解释性的方式运行或以编译C代码的形式来运行模型
- 图形化的调试器和剖析器来检查仿真结果，诊断设计的性能和异常行为
- 可访问MATLAB从而对结果进行分析与可视化，定制建模环境，定义信号参数和测试数据
- 模型分析和诊断工具来保证模型的一致性，确定模型中的错误

## 外部連結
- Simulink - 仿真和基于模型的设计（页面存档备份，存于）